# Korup Sogn
Korup Sogn ist eine Kirchspielsgemeinde (dän.: Sogn) auf der Insel Fyn (dt.: Fünen) im südlichen Dänemark. Bis 1970 gehörte sie zur Harde Odense Herred im damaligen Odense Amt, danach zur Odense Kommune im Fyns Amt, die im Zuge der Kommunalreform zum 1. Januar 2007 Teil der Region Syddanmark geworden ist.
Im Kirchspiel Korup leben 4611 Menschen, größtenteils Einwohner von Odense. Jedoch leben auch 31 Einwohner der Kleinstadt Bredbjerg hier, die sich aus dem Vigerslev Sogn der westlich benachbarten Nordfyns Kommune bis ins Kirchspiel hinein erstreckt (Stand: 1. Januar 2023). Im Kirchspiel liegt die Kirche „Korup Kirke“.
Nachbargemeinden sind im Norden Næsbyhoved-Broby Sogn, im Südosten Paarup Sogn, im Süden Ubberud Sogn und im Westen das bereits erwähnte Vigerslev Sogn.